# Âu Lạc
Âu Lạc – historyczne państwo wietnamskie, istniejące w latach 257–179 p.n.e. Obejmowało północną część obecnego Wietnamu oraz południowe tereny obecnych współczesnych chińskich prowincji Guangdong i regionu autonomicznego Guangxi.
Państwo powstało w 257 roku p.n.e., gdy królestwo Văn Lang zostało podbite przez sąsiednie Tây Âu. Władca Tây Âu, Thục Phán, został królem Âu Lạc i przybrał imię An Dương Vương. Stolicą zjednoczonego królestwa zostało nowo wybudowane warowne miasto Cổ Loa, położone na terenie dzisiejszego Hanoi.
Choć niewiele wiadomo na temat dziejów Âu Lạc, powstanie pierwszego w historii zjednoczonego państwa plemion górskich i nizinnych, być może motywowane obawą przed wzrastającą ekspansją chińską, odegrało istotną rolę w etnogenezie narodu wietnamskiego. Znaleziska archeologiczne świadczą, iż ludność zamieszkująca Âu Lạc posługiwała się narzędziami żelaznymi, uprawiała ryż, bataty, taro, drzewa owocowe i trzcinę cukrową, zajmowała się myślistwem i rybołówstwem, a także hodowała bawoły, świnie, psy, kury i jedwabniki. W zakresie stosunków społecznych utrzymywał się patriarchalny system rodowy i ustrój niewolniczy, zaś władca musiał współrządzić z lokalnymi wodzami klanowymi zwanymi lạc tướngami.
Początkowo Âu Lạc utrzymywało pokojowe stosunki z państewkami chińskimi, czego świadectwem są znaleziska monet chińskich, świadczące o ożywionym handlu. Po zjednoczeniu Państwa Środka przez Qin Shi Huanga rozpoczęła się jednak sukcesywna ekspansja Chin na południe. W 214 roku p.n.e. miały miejsce dwie chińskie ekspedycje na terytorium Âu Lạc. Pierwsza została odparta, w trakcie drugiej państwo straciło jednak swoje północne terytoria, na których w 207 p.n.e. generał Zhao Tuo utworzył królestwo Nanyue. Okrojone terytorialne Âu Lạc przetrwało do 179 roku p.n.e., kiedy to ostatecznie zostało inkorporowane do Nanyue.